# Criminal: Egyesült Királyság
A Criminal: Egyesült Királyság egy 2019-ben bemutatott brit rendőrségi antológiai sorozat, amelyet George Kay és Jim Field Smith készített. A sorozat főszereplői David Tennant, Hayley Atwell, Clare-Hope Ashitey és Youssef Kerkour. Ez egy 12 epizódból álló sorozat részét képezi, három epizódot négy különböző országban készítenek, és a helyi nyelveken forgatják: Franciaországban, Spanyolországban, Németországban és az Egyesült Királyságban. A sorozat 2019. szeptember 20-án jelent meg a Netflixen.

## Epizódok
| # | Cím    | Rendező         | Író        | Premier                                   |
| --- | ------ | --------------- | ---------- | ----------------------------------------- |
| 1. | Edgar  | Jim Field Smith | George Kay | 2019. szeptember 20. 2019. szeptember 20. |
| Ahogy fogy az idő, a kihallgatók egyre keményebben vallatják a pókerarcú orvost, akit nevelt lánya zaklatásával és meggyilkolásával vádolnak.                             |        |                 |            |                                           |
| 2. | Stacey | Jim Field Smith | George Kay | 2019. szeptember 20. 2019. szeptember 20. |
| Miközben egy kétes kolléga figyeli a munkát, a csapat kezdi meghazudtolni a harcias gyanúsított vallomását, akit sógora megmérgezésével vádolnak.                         |        |                 |            |                                           |
| 3. | Jay    | Jim Field Smith | George Kay | 2019. szeptember 20. 2019. szeptember 20. |
| A csapat próbálja kiszedni a szűkszavú kamionsofőrből, hogy hol rejtette el a migránsokkal teli pótkocsit, ám az új kihallgató rossz döntése veszélybe sodorja az akciót. |        |                 |            |                                           |